# Набіль Емад
Набіль Емад (араб. نبيل عماد, нар. 6 квітня 1996) — єгипетський футболіст, півзахисник клубу «Замалек» та національної збірної Єгипту.Виступав також за клуб «Пірамідс».Володар Кубка конфедерації КАФ та володар Суперкубка КАФ.

## Клубна кар'єра
Набіль Емад народився 1996 року, та є вихованцем футбольної школи клубу «Бені Ебейд». У професійному футболі дебютував 2016 року виступами за команду «Пірамідс», грав за каїрську команду до 2022 року, та більшість часу виступів за клуб був основним гравцем команди. З 2022 року Емад грає в складі клубу «Замалек», у складі якого став володарем Кубка конфедерації КАФ та Суперкубка КАФ.

## Виступи за збірну
У 2019 році Набіль Емад дебютував у складі національної збірної Єгипту. У складі збірної був учасником домашнього для єгипетської збірної Кубка африканських націй 2019 року. Станом на початок 2025 року зіграв у складі збірної 9 матчів, у яких забитими голами не відзначився.

## Титули і досягнення
- Володар Кубка конфедерації КАФ (1):

«Замалек»: 2023—2024
- Володар Суперкубка КАФ (1):

«Замалек»: 2024